# Lekanesphaera hookeri
Lekanesphaera hookeri là một loài chân đều trong họ Sphaeromatidae. Loài này được Leach miêu tả khoa học năm 1814.